# 長澤雄楯
長澤 雄楯（ながさわ かつたて、安政5年（1858年）8月8日 - 昭和15年（1940年）10月10日）は、明治期から昭和期にかけて活動した神職である。静岡県内の神社の復興に尽力したほか、本田親徳の霊学をもととする講社を設立し、出口王仁三郎をはじめとする同時期の神道系新宗教家に強い影響を与えた。

## 生い立ち・経歴
安政5年（1858年）8月8日、駿河国清水に生まれた。同地の月見里（やまなし）稲荷神社の出身。長沢家の家祖である松平近江守政重は長沢松平家の庶流であり、徳川家康に仕え、家康の没後、清水に留まったのち月見里家の屋敷を譲り受け、長沢三右エ門と改名して永住したという。義父の隼人は慶応4年（1868年）2月25日、駿河地方の神職により構成された赤心隊の一員として上野戦争に参戦しており、雄楯も数え年11歳でこれに従軍している。
明治2年（1869年）より静岡藩立学校で漢学を学び、明治4年（1871年）には清水学校に転校した。また、本居豊穎の門人であり、平田家にも入門した浅間神社宮司の大井菅麿・富士萬より国学を学び、明治5年（1872年）浅間神社中教院が設立されると、その翌々年1月6日に入学した。同年8月4日には、同学の皇学漢学助教をつとめることとなった。さらに、8月25日には、静岡県より安倍郡三保村の御穂神社祠掌に任命された。この年、あるいは翌年の明治18年（1885年）に本田親徳と接し、「詰問をことごとく論破されて」門人となる。
長澤は経費節約と投資による利倍増殖により神社を経営し、当時郷社であった御穂神社を明治31年（1898年）に県社に昇格させたほか、三保村・不二見村・清水町・入江町の無格村社の維持復興に尽力した。また、彼は、村社を維持復興のための手段として本田霊学にもとづく禁厭法を実践した。明治18年（1885年）の『静岡大務新聞』によれば、月見里稲荷神社は天然痘避けの「流行神」として盛況していたが、翌19年（1886年）には「家伝の鎮西八郎為朝奉納の笠を参詣にかぶらせ人を惑わして疱瘡よけの祈祷をおこない、『金四拾七円五拾銭』の祈祷料を利益として受けていた」ことが刑法の「妄ニ吉凶禍福ヲ説キ又ハ祈禱符咒等ヲ為シ人ヲ惑ハシテ利ヲ図ル者」に該当するとして検挙され、34円50銭の罰金刑を受けている。
長澤は、明治24年（1891年）には月見里稲荷神社を拠点として、県の許可を得て「稲荷の神徳を宣揚するための宗教結社」である稲荷講社を設立した。長澤には多くの門下生がおり、夏目隆文は昭和11年（1936年）の『神社人異色鑑』において「現在九百九十九人に及んで居ると誰かが計算して居た」と述べている。長澤の弟子を名乗る人物のうち、近代日本宗教史に名前の残る人物としては大本の出口王仁三郎、三五教の中野与之助、神道天行居の友清歓真がいる。津城寛文は「むしろ逆に、彼の名が残っているのはこれらの人物の光の反射である、というべきであろうか」「従来もっぱら大本との関わりで名が知られてきた人物である」と述べる。
大本事件に際しては裁判所の依頼により、鎮魂帰神の原理や憑霊現象の有無などについて、鑑定書・意見書を提出している。昭和5年（1930年）には当時静岡県内の神職としては唯一、昭和天皇への拝謁を許されているほか、昭和15年（1940年）には正七位を叙位した。同年10月10日に死去した。これを受けて、21日には従六位となった。